# Pseudolaelia
Pseudolaelia – rodzaj roślin z rodziny storczykowatych (Orchidaceae). Obejmuje 14 gatunków i 1 hybrydę występujące w Ameryce Południowej w dwóch regionach Brazylii - Południowo-Wschodnim i Północno-Wschodnim.

## Systematyka
Rodzaj sklasyfikowany do podplemienia Laeliinae w plemieniu Epidendreae, podrodzina epidendronowe (Epidendroideae), rodzina storczykowate (Orchidaceae), rząd szparagowce (Asparagales) w obrębie roślin jednoliściennych.
Wykaz gatunków
- Pseudolaelia aromatica Campacci
- Pseudolaelia ataleiensis Campacci
- Pseudolaelia brejetubensis M.Frey
- Pseudolaelia canaanensis (Ruschi) F.Barros
- Pseudolaelia cipoensis Pabst
- Pseudolaelia citrina Pabst
- Pseudolaelia corcovadensis Porto & Brade
- Pseudolaelia dutrae Ruschi
- Pseudolaelia geraensis Pabst
- Pseudolaelia irwiniana Pabst
- Pseudolaelia medinensis Campacci & Rosim
- Pseudolaelia pitengoensis Campacci
- Pseudolaelia vasconcelosiana Campacci
- Pseudolaelia vellozicola (Hoehne) Porto & Brade

Wykaz gatunków
- Pseudolaelia × perimii M.Frey M.Frey